# Robert Andrzej Baś
Robert Andrzej Baś (ur. 9 listopada 1960 w Krakowie) – polski artysta fotografik. Ukończył studia na Wydziale Mechanicznym Politechniki Krakowskiej. Członek rzeczywisty Związku Polskich Artystów Fotografików od 1998 roku – nr legitymacji 764. 

## Wystawy indywidualne
- "W cieniu Etny" – Galeria Kanoniczna, Kraków (1997)
- "Cerkwie" – Galeria Fotografii, Kielce (1998)
- "Kraków" – Oslo, Norwegia (2000)
- "Drewniane kościoły Małopolski" – Zamek Dobczyce (2001)
- "Cerkwie" – Nowohuckie Centrun Kultury, Kraków (2003)
- "Patrzę na Kraków" – Katolickie Centrum Kultury, Kraków; Galeria Gil, Kraków (2004)

## Wystawy zbiorowe
- udział w wystawach poplenerowych ART EKO w Kelcach oraz Krakowskiego Klubu Fotograficznego (pod patronatem FIAP)

## Albumy fotograficzne
- "Mistrzowie polskiego pejzażu" (2000)
- "Polska, dziedzictwo wieków" (2000)
- "Gorce" (2000)
- "Kraków - miasto w Europie" (2004)
- "Polska w Europie wczoraj i dziś" (2004)